# 新天地產集團
新天地產集團有限公司，簡稱新天地產集團，以及新天地產（英語：TALENT PROPERTY GROUP LIMITED，港交所：0760）在1995年於廣東省廣州市成立，現時主席為伍沛強，以及總裁為尤孝飛。
現時主要業務除了經營位於廣東省房地產，以及酒店業外，還經營電子銷售買賣及生產等，在2010年7月6日，透過把地產業務，注入當時上市公司的，明日國際集團有限公司，總代價為38億港元。而在2010年11月19日，在股東大會正式通過收購房地產股權。

## 連結
- 760hk.com （页面存档备份，存于）